# Ultimate Collection (album av Eurythmics)
Ultimate Collection är ett samlingsalbum av Eurythmics, släppt 8 november 2005. Ultimate Collection har även två nya låtar, I've Got a Life och Was It Just Another Love Affair?.

## Låtlista
Alla låtar är skrivna och komponerade av Lennox/Stewart. 
| Nr           | Titel                                                     | Längd   |
| ------------ | --------------------------------------------------------- | ------- |
| 1.           | I've Got a Life                                           | 4:07    |
| 2.           | Love Is a Stranger                                        | 3:44    |
| 3.           | Sweet Dreams (Are Made of This)                           | 3:37    |
| 4.           | Who's That Girl?                                          | 3:47    |
| 5.           | Right by Your Side                                        | 3:50    |
| 6.           | Here Comes the Rain Again                                 | 4:51    |
| 7.           | Would I Lie To You?                                       | 4:26    |
| 8.           | There Must Be an Angel (Playing With My Heart)            | 4:42    |
| 9.           | Sisters Are Doin' It for Themselves (med Aretha Franklin) | 4:56    |
| 10.          | It's Alright (Baby's Coming Back)                         | 3:48    |
| 11.          | When Tomorrow Comes                                       | 4:17    |
| 12.          | Thorn in My Side                                          | 4:15    |
| 13.          | The Miracle of Love                                       | 4:35    |
| 14.          | Missionary Man                                            | 3:48    |
| 15.          | You Have Placed a Chill in My Heart                       | 3:53    |
| 16.          | I Need a Man                                              | 4:24    |
| 17.          | I Saved the World Today                                   | 4:28    |
| 18.          | 17 Again                                                  | 4:22    |
| 19.          | Was It Just Another Love Affair?                          | 3:52    |
| Total längd: | Total längd:                                              | 1:19:42 |